# Aphanolaimus viviparus
Aphanolaimus viviparus is een rondwormensoort uit de familie van de Leptolaimidae. De wetenschappelijke naam van de soort is voor het eerst geldig gepubliceerd in 1915 door Cobb.